# Tročany
Tročany (allemand : Trotschan), est un village de Slovaquie situé dans la région de Prešov.

## Histoire
Première mention écrite du village en 1270.

## Démographie

### Évolution de la population
| Année:               | 1994. | 2004.   | 2014.   | 2024.   |
| -------------------- | ----- | ------- | ------- | ------- |
| Nombre de personnes: | 301   | 318     | 301     | 292     |
| Différence:          |       | +5,64 % | -5,34 % | -2,99 % |

| Année:               | 2023. | 2024.   |
| -------------------- | ----- | ------- |
| Nombre de personnes: | 298   | 292     |
| Différence:          |       | -2,01 % |